# Fronteira Angola–República do Congo
A fronteira entre Angola e a República do Congo é a linha que se estende por 201 km na direção leste-oeste ao sul do pequeno exclave de Cabinda (parte de Angola) e separa esse exclave da província de Kouilou, do Congo. Esse exclave de Cabinda é separado do território maior e principal de Angola pela província de Congo Central do Congo-Kinshasa.
Essa curta fronteira vai do litoral do Golfo da Guiné (Oceano Atlântico), proximidades da capital de Kouilou, Pointe-Noire, até a tríplice fronteira Cabinda (Angola)-Congo-Brazzaville-Congo-Kinshasa. Foi definida pela Conferência de Berlim, em 1885 e estabelecida em 1891.

## História
A fronteira foi delimitada por uma comissão franco-portuguesa em 1901-1902; nessa altura, separava a Angola Portuguesa do Congo Francês. Estende-se desde a tripla fronteira onde se encontram as fronteiras de Angola, República do Congo e República Democrática do Congo. Este ponto situa-se no extremo leste da província de Cabinda no curso de água do Luango (rio Shiloango em Angola).
A 8 de Janeiro de 2010, os autocarros em que viajavam os jogadores da Seleção Togolesa de Futebol foram atacados por independentistas cabidenses quando regressavam a Cabinda para o Campeonato Africano das Nações. Um incidente fronteiriço ocorreu a 13 de Outubro de 2013: as tropas angolanas penetraram em território congolês e capturaram cerca de quarenta soldados congoleses; ocupando assim brevemente cinco povoados do país vizinho. Um acordo foi alcançado no dia 18 daquele mês, e as tropas angolanas cruzaram a fronteira.